# Villaverde de los Cestos
Villaverde de los Cestos es una localidad del municipio de Castropodame, en la comarca de El Bierzo, en la provincia de León, Comunidad Autónoma de Castilla y León (España).

## Situación y accesos
Cuenta con una estación de ferrocarril que se encuentra a un kilómetro del núcleo urbano del pueblo, y por la que para un tren por sentido al día que la comunica con Ponferrada y León.Pero ahora se utiliza como un apeadero.

## Historia
En el término municipal de Castropodame quedan vestigios de la época romana ya que hubo una importante explotación aurífera. Uno de los mojones (roca cilíndrica de granito) divisorios de los términos de Villaverde de los Cestos y Castropodame, es quizás de origen romano, posiblemente un miliario.

## Evolución demográfica
| 2000 | 2001 | 2002 | 2003 | 2004 | 2005 | 2006 | 2007 | 2008 | 2009 | 2010 | 2011 |
| 275  | 259  | 254  | 257  | 249  | 248  | 250  | 252  | 258  | 250  | 246  | 242  |

## Personajes ilustres
En Villaverde de los Cestos nació en  1948 el poeta visual Gustavo Vega Mansilla, en la calle que hoy lleva su nombre (Calle Poeta Visual Gustavo Vega Mansilla).